# 伊倉一恵
伊倉 一恵（いくら かずえ、1959年3月23日 - ）は、日本の女優、声優、ナレーター。長野県上田市出身。青二プロダクション所属。1991年4月から1995年2月の間は、伊倉 一寿（いくら かず）名義で活動。

## 来歴
東京俳優生活協同組合、ぷろだくしょんバオバブ、なべやを経て、青二プロダクションに所属。

### 声優になるまで
長野県上田市で生まれ育つ。小学校時代から中学校時代まで合唱団に所属していた。音楽の教師が熱心であり、コンクールにもたくさん出場していた。当初は音符も読めないくらいだったが、その熱心な教師が音大生が学ぶような方法で音符の読み方を教えてくれた。していくうちにできるようになることが楽しく、譜面が怖くなくなっていったという。
漠然とながら小さい頃から職業としての声優があることは、知っていたという。当時は『0011ナポレオン・ソロ』のイリヤ・クリヤキンの野沢那智が好きで、「カッコイイなー」と思っていたという。その頃は「役者や声優になりたい」とは思っていなかったという。大学入学目指して受験勉強していたが、方向転換して母親の薦めで上京し、大学には進学せず俳協付属養成所に入所。養成所7期生。2年後に東京俳優生活協同組合に所属。初仕事はニッポン放送のスラップスティックのラジオ番組『ウルトラアニメ』。1979年に『まんが猿飛佐助』の女忍者役で声優デビュー。

### キャリア
養成所の卒業公演から舞台を志向し始め、1980年から手塚敏夫が主宰する劇団「-劇舎(SHIBAIYA)-燐」に所属し、多い年には年に6度のペースで公演に参加。当初は舞台活動を中心にし、拘束時間が少ない声優業をアルバイトとして行っていた。
1981年放送の『まんが 水戸黄門』のお琴が初のレギュラー作品。これをデビュー作とすることもある。
1985年に「-劇舎(SHIBAIYA)-燐」を退団し、25歳頃より本格的に声優業を始める、1987年に『シティーハンター』の槇村香役を獲得し、これが出世作となる。
1988年には『魔神英雄伝ワタル』で虎王（翔龍子）を演じ、主人公の戦部ワタル役の田中真弓との出会いを得て、一時は田中とともに渡辺正行の芸能事務所なべやに所属。田中からの刺激で再び舞台活動をしようと、1993年に『魔神英雄伝ワタル』の監督井内秀治を座付き作家に迎えた劇団「アトリエいっぽんの木」を旗揚げした。
1989年には声優仲間の神代知衣、坂本千夏とコーラスグループの「GALLOP」を結成。
1990年7月から放送の『ロビンフッドの大冒険』ではロビンフッド役でテレビアニメ初主演を果たし、続けて10月からは『三つ目がとおる』では写楽保介役と立て続けに主役を演じた。ゲームでは、1992年発売のRPG『天外魔境II 卍MARU』の戦国卍丸役で主演した。
1991年4月から1995年2月まで、伊倉 一寿（いくら かず）の芸名で活動していた。

### 現在まで
2011年に「GALLOP」の20年ぶりとなる復活ライブを開催。以後、2年ごとのペースで活動をしている。
2012年に田中真弓、竹田えり、高乃麗と共に演劇ユニット「コーネンキーズ」を結成し、同年4月に旗揚げ公演を行った。

## 人物
大阪芸術大学・放送学科客員教授
音域はA - C（メゾソプラノ）。
趣味はスキューバダイビング、水泳、スキー、テニス。
『サクラ大戦シリーズ』ではレニ・ミルヒシュトラーセ役で出演しているほか、『サクラ大戦歌謡ショウ』を始め一部の楽曲でコーラス・アカペラの編成・編曲もしており、アカペラの編成をする際は選曲や全パート分の仮歌なども担当していた。また、同歌謡ショウでは劇中にピアノやアコースティックギターなど楽器の演奏も披露している。
2005年から2012年の間、ピアニスト根岸弥生のコンサートをプロデュースすると同時に、朗読という形で共演を行うなどの活動もしていた。

## エピソード
『シティーハンター』での失敗談として、オーディションの前日に同窓会があり、当日は二日酔いで調子が悪い状態でオーディションを受けたというエピソードがある。それまでは主に少年役を担当することが多く、原作を読んで「香のような女性の役をやりたい」と思っていたことから、槇村香役に内定した際には大いに喜んだと語っている。
また、ゲスト出演したラジオ番組で「ラブシーンは恥ずかしくて苦手」と語っており、『シティーハンター』で劇中劇のラブシーンのアテレコをした際は照れてしまい、暗くしたスタジオで相手役の神谷明と2人きりになり、ようやく台詞を言えたというエピソードがある。
『サクラ大戦2 〜君、死にたもうことなかれ〜』では「歌が歌えて楽譜が読める“男の子”の役」という指定でオーディションを受け、ヒロインの一人、レニ・ミルヒシュトラーセ役に決まった。また、アカペラの編成・編曲を担当していた歌謡ショウでは200曲を超える膨大な曲数の中から全ての楽曲を聞いて選曲していたため、編成・編曲よりも選曲で毎回時間が掛かってしまったと語っている。

## 出演
太字はメインキャラクター。

### テレビアニメ
1981年
- 愛の学校クオレ物語（プレコシ）
- 怪物くん
- まんが 水戸黄門（1981年 - 1982年、お琴）
- ワンワン三銃士（子供、少女、婦人）

1982年
- ゲームセンターあらし（生徒F）
- 魔法のプリンセス ミンキーモモ（勇者リト）

1983年
- キャプテン翼（1983年 - 1986年、来生）
- The・かぼちゃワイン（亜希）

1984年
- Gu-Guガンモ（等々力ますみ）
- 牧場の少女カトリ（レオ）

1985年
- 蒼き流星SPTレイズナー（マッシュ）
- あした天気になあれ（武二）
- 小公女セーラ（テディ）
- 魔法のスターマジカルエミ（小金井武蔵）
- 六三四の剣（轟嵐子）

1986年
- 宇宙船サジタリウス（ルナ、リリー）
- がんばれ!キッカーズ（本郷勝）
- ドテラマン（少年A）
- 光の伝説（小島愛子、葉子）
- プロゴルファー猿（男の子）
- マシンロボ クロノスの大逆襲（ナスカ）

1987年
- ウルトラB（タケオ）
- エスパー魔美（伸一）
- 機甲戦記ドラグナー（牧童）
- げらげらブース物語（モグラ）
- シティーハンター（1987年 - 1999年、槇村香、女、インストラクター） - 4シリーズ + 特別編3作品
- のらくろクン（悟空）

1988年
- ゲゲゲの鬼太郎（第3作）（五徳ネコ）
- 小公子セディ（エリック）
- トッポ・ジージョ（母ネズミ、ヘロ）
- ハーイあっこです（山下夫人）
- ビックリマン（1988年 - 1989年、ポンプ大帝 / ポンプ幻神、餓乱苦2）
- ホワッツマイケル
- 魔神英雄伝ワタル（1988年 - 1989年、アキコ、虎王 / 翔龍子）
- ミスター味っ子（1988年 - 1989年、高太郎、夏彦）

1989年
- 青いブリンク（キグナス）
- おぼっちゃまくん（1989年 - 1990年、ベルモン太 他）
- 昆虫物語 みなしごハッチ（1989年 - 1990年、メロ、コロ、ブン太）
- ジャングルブック・少年モーグリ（キチの母）
- 獣神ライガー（ヒロシ）
- それいけ!アンパンマン（1989年 - 2021年、ピーマン〈初代〉、クッションマン、早撃ちジョー〈初代〉、ジョウロぼうや、ウチワちゃん、うめたろう〈2代目〉、しらたまさん）
- たいむとらぶるトンデケマン!（1989年 - 1990年、ゴールド、ベーブ・ルース）
- ピーターパンの冒険（トートルズ）
- ビリ犬なんでも商会（トララ）
- まじかるハット（1989年 - 1990年、ハット）
- 桃太郎伝説 PEACHBOY LEGEND（紋太〈2代目〉）
- らんま1/2 熱闘編（サトリ）

1990年
- NG騎士ラムネ&40（1990年 - 1991年、ママ）
- からくり剣豪伝ムサシロード（1990年 - 1991年、コジロー）
- コボちゃんスペシャル 秋がいっぱい!!（花田）
- 楽しいムーミン一家（1990年 - 1991年、少年〈トフト〉、フリップ）
- 平成天才バカボン
- ドラえもん（テレビ朝日版第1期）（カモメ）
- 魔神英雄伝ワタル2（1990年 - 1991年、虎王 / 翔龍子）
- 三つ目がとおる（1990年 - 1991年、写楽保介）
- 勇者エクスカイザー（ジェイナー）
- ロビンフッドの大冒険（1990年 - 1992年、ロビンフッド）

1991年
- おちゃめなふたご クレア学院物語（アリスン・サリバン）
- コボちゃんスペシャル 夢いっぱい!!（シゲル）
- ジャンケンマン（ダークジャンケンマン）
- 太陽の勇者ファイバード（1991年 - 1992年、天野ケンタ）
- 丸出だめ夫（サボちゃん）
- 燃えろ!トップストライカー（1991年 - 1992年、吉川光）

1992年
- カリメロ（ペルーリ）
- コボちゃん（森シゲル）
- 花の魔法使いマリーベル（ケリー）
- 姫ちゃんのリボン（ポコ太）
- ママは小学4年生（島村いづみ）
- みかん絵日記（楠木世良）

1993年
- クレヨンしんちゃん（1993年 - 、ふかづめ竜子〈桶川竜子〉 他）
- しましまとらのしまじろう（コンタ）
- ミラクル★ガールズ（ゆうじ）
- 勇者特急マイトガイン（九条清丸）
- 笑ゥせぇるすまん

1994年
- とっても!ラッキーマン（1994年 - 1995年、普通星人、友情マン）
- ハックルベリー・フィン物語（ジョン）

1995年
- あずきちゃん（校長先生）
- カラオケ戦士マイク次郎（女）
- 爆れつハンター（ブタ猫、ネクスト・デイ）
- 美少女戦士セーラームーンSS（なつみ）
- ママはぽよぽよザウルスがお好き（星野のママ）
- ヤンボウ ニンボウ トンボウ（1995年 - 1996年、ニンボウ）

1996年
- イーハトーブ幻想〜KENjIの春（良太）
- 快傑ゾロ（レオナ）
- ガンバリスト!駿（上野良夫）
- ゲゲゲの鬼太郎（第4作）（1996年 - 1998年、姥火、グルマルキン）
- 少年サンタの大冒険!（トム）
- スレイヤーズ シリーズ（1996年 - 2009年、フィブリゾ） - 2シリーズ
- 名探偵コナン（1996年 - 2018年、関谷かおり、萩原糸江、戸川由紀、蓬田晴華、小池の妻、瀬田麻衣、峰岸珠美、河合優子）

1997年
- 超魔神英雄伝ワタル（1997年 - 1998年、ドナルカミ女王、ワタルの母、虎王 / 翔龍子）
- はいぱーぽりす（子供）
- バンブー・ベアーズ（アイアイ）

1998年
- EAT-MAN'98（バネッサ）
- ドクタースランプ（ニコチャンの妻）
- 万能文化猫娘（夏目龍之介）
- 魔術士オーフェン（1998年 - 2000年、ボルカン） - 2シリーズ

1999年
- 週刊ストーリーランド（美智子）
- ポケットモンスター（ジュンジ）

2000年
- サクラ大戦TV（レニ・ミルヒシュトラーセ）

2001年
- 爆転シュート ベイブレード（アントニオ）

2002年
- 天使な小生意気（タカミ）
- 花田少年史（新）
- 星のカービィ（ホウキング）

2004年
- ONE PIECE（2004年 - 2024年、ジェシカ、トニートニー・チョッパー〈代役〉、戦桃丸）

2005年
- エンジェル・ハート（槇村香）
- ビューティフル ジョー（ハイケン）

2006年
- BLACK LAGOON（ガルシア）

2007年
- はたらキッズ マイハム組（麺太郎）
- 魔人探偵脳噛ネウロ（大泉ひばり）

2008年
- 西洋骨董洋菓子店 〜アンティーク〜（橘の母）
- のらみみ（フィリップ）
- 墓場鬼太郎（ニセ鬼太郎）
- ポルフィの長い旅（マルタイ）
- ヤッターマン（第2作）（オハル）
- ロボディーズ 風雲篇（ネジ丸）

2009年
- こんにちは アン 〜Before Green Gables（ドロシー）

2011年
- デジモンクロスウォーズ 〜悪のデスジェネラルと七つの王国〜（レディデビモン隊長）
- ドラえもん（テレビ朝日版第2期）（あばら谷くんの母）

2012年
- デジモンクロスウォーズ 〜時を駆ける少年ハンターたち〜（メガネ）
- NARUTO -ナルト- 疾風伝（春野メブキ）

2014年
- ちびまる子ちゃん（養蜂家のおばさん）
- ロボットガールズZ（鬼船長）

2015年
- ISUCA（島津沙霧）

2018年
- Cutie Honey Universe（オクトパンサー）
- レイトン ミステリー探偵社 〜カトリーのナゾトキファイル〜（2018年 - 2019年、スケットマン・ジョン）
- バキ（愚地夏恵）

2019年
- パズドラ（2019年 - 2022年、李子超）

2020年
- GO!GO!アトム
- サザエさん（花沢花子〈代役〉）
- キングスレイド 意志を継ぐものたち（2020年 - 2021年、マダム・ヴォルフ）

2022年
- ダンス・ダンス・ダンスール（森小鶴）

2023年
- うる星やつら (2022)（ランの母）
- 女神のカフェテラス（2023年 - 2024年、粕壁幸子） - 2シリーズ

2024年
- ドラゴンボールDAIMA（2024年 - 2025年、ドライブインおばさん）

### 劇場アニメ
1981年
- フリテンくん

1983年
- 宇宙戦艦ヤマト 完結編（ディンギル少年）

1985年
- キャプテン翼 ヨーロッパ大決戦（来生）
- キャプテン翼 危うし! 全日本Jr.（来生）

1986年
- キャプテン翼 明日に向って走れ!（来生）
- キャプテン翼 世界大決戦!! Jr.ワールドカップ（美子）

1987年
- あいつとララバイ 水曜日のシンデレラ（白川由紀子）

1988年
- 機動戦士ガンダム 逆襲のシャア（レズン・シュナイダー）

1989年
- シティーハンター 愛と宿命のマグナム（槇村香）

1990年
- 女戦士エフェ&ジーラ グーデの紋章（ジーラ）
- CAROL（エディ）
- シティーハンター 百万ドルの陰謀（槇村香）
- シティーハンター ベイシティウォーズ（槇村香）

1991年
- 機動戦士ガンダムF91（ベルトー・ロドリゲス）
- とべ!くじらのピーク（モイト）

1992年
- 機動戦士ガンダム0083 ジオンの残光（モーラ・バシット）
- それいけ!アンパンマン つみき城のひみつ（ブロック王子）

1994年
- 雪渡り（紺三郎）
- リカちゃんとヤマネコ 星の旅（タロウ）

1995年
- スペシャルプレゼント 亜美ちゃんの初恋 美少女戦士セーラームーンSuperS 外伝（ボンノーン）
- 2112年 ドラえもん誕生（エル・マタドーラ）

1996年
- ドラえもん のび太と銀河超特急（車掌）

1997年
- ドラえもん のび太のねじ巻き都市冒険記（種まく者〈少年〉）

1999年
- クレヨンしんちゃん 爆発!温泉わくわく大決戦（竜子）

2000年
- クレヨンしんちゃん 嵐を呼ぶジャングル（竜子）

2001年
- サクラ大戦 活動写真（レニ・ミルヒシュトラーセ）

2004年
- それいけ!アンパンマン つきことしらたま〜ときめきダンシング〜（しらたまさん）
- 名探偵コナン 銀翼の奇術師（三沢千秋）

2006年
- ONE PIECE THE MOVIE カラクリ城のメカ巨兵（チョッパー）

2009年
- クレヨンしんちゃん オタケベ!カスカベ野生王国（ふかづめ竜子）

2012年
- 劇場版NARUTO-ナルト- ロード・トゥ・ニンジャ（春野メブキ）

2016年
- それいけ!アンパンマン おもちゃの星のナンダとルンダ（しらたまさん）

2018年
- クレヨンしんちゃん 爆盛!カンフーボーイズ〜拉麺大乱〜（ふかづめ竜子）

2019年
- 劇場版シティーハンター 〈新宿プライベート・アイズ〉（槇村香）
- ONE PIECE STAMPEDE（戦桃丸）

2020年
- クレヨンしんちゃん 激突! ラクガキングダムとほぼ四人の勇者（ふかづめ竜子）

2023年
- 劇場版シティーハンター 天使の涙（槇村香）

2024年
- クレヨンしんちゃん オラたちの恐竜日記（ふかづめ竜子）

### OVA
1986年
- 魔法のスターマジカルエミ 蝉時雨（小金井武蔵）

1987年
- たいまんぶるうす 清水直人編

1988年
- アニメ ハチ公物語（正夫）
- エースをねらえ!2（マリア・ヤング）
- ガイ -妖魔覚醒-（レイラ）
- 聖戦士ダンバイン 総集編（ガラリア・ニャムヒー）

1989年
- 青き炎（黒枝慶子）
- 独身アパートどくだみ荘II（しのぶ）
- 真・魔神英雄伝ワタル 魔神山編（虎王）

1990年
- はないちもんめ（のぼる）
- YJ版レモンエンジェル（車の女）
- 力王 RIKI-OH VIOLENCE2 滅びの子（母親）

1991年
- 機動戦士ガンダム0083 STARDUST MEMORY（モーラ・バシット）
- ここはグリーン・ウッド（渡辺由樹）
- スケバン刑事（麻宮サキ）
- 聖伝-RG VEDA-（阿修羅）
- 超幕末少年世紀タカマル（希望タカマル）
- 魍魎戦記MADARA（龍鬼）

1992年
- ガイ SECOND TARGET -黄金の女神編-（レイラ）
- 源氏（北条政子）
- 幻想叙譚エルシア（エイラ）
- 新・超幕末少年世紀タカマル（1992年 - 1993年、希望タカマル）
- 万能文化猫娘（夏目龍之介）

1993年
- 砂の薔薇 雪の黙示録（デライラ・カンクネン）
- 魔神英雄伝ワタル -終わりなき時の物語-（1993年 - 1994年、虎王 / 翔龍子）
- 流星機ガクセイバー（1993年 - 1994年、桐生琴音）

1994年
- 幽幻怪社（示まもる）
- すすめ!ゴジランド（モスラ）
- すすめ!プクプクごう（バット）

1996年
- 元祖 爆れつハンター（ポテー・チップス）

1997年
- 超獣伝説ゲシュタルト（カーマイン）

1998年
- 万能文化猫娘DASH!（夏目龍之介）

1999年
- サクラ大戦 轟華絢爛（レニ・ミルヒシュトラーセ）

2000年
- だるまちゃんとてんぐちゃん (てんぐちゃん）

2002年
- サクラ大戦 神崎すみれ 引退記念 す・み・れ（レニ・ミルヒシュトラーセ）
- 魔法のスターマジカルエミ 雲光る（小金井武蔵）

2004年
- Re:キューティーハニー（シスタージル）

2008年
- ドラえもんといっしょ ドラミちゃんとできるかな（トイレ王子）

2009年
- 少女ファイト（鎌倉沙羅）

2010年
- ハローキティの雪の女王（鳩）
- ハローキティの3匹のこぶた（ブー吉）
- BLACK LAGOON Roberta's Blood Trail（ガルシア・ラブレス）

### Webアニメ
- 魔神英雄伝ワタル 七魂の龍神丸（2020年、虎王[79] / 翔龍子）
- 範馬刃牙（愚地夏江）
- 恐竜少女ガウ子（斉藤圭介）

### ゲーム
1990年
- カルメン・サンディエゴを追え! 世界編

1991年
- エフェラ アンド ジリオラ ジ・エンブレム フロム ダークネス（ジリオラ）

1992年
- 雀偵物語2 宇宙探偵ディバン出動編（白〈ハーク〉将軍）
- 天外魔境II 卍MARU（戦国卍丸）

1993年
- 天外魔境 風雲カブキ伝（戦国卍丸）

1995年
- 天外魔境 真伝（戦国卍丸）
- 天外魔境 電脳絡繰格闘伝（戦国卍丸）
- ドラえもん 友情伝説ザ・ドラえもんズ（エル・マタドーラ）
- 北斗の拳（レイカ）

1996年
- 子育てクイズ マイエンジェル（娘）
- 新スーパーロボット大戦（竹尾ワッ太、レズン・シュナイダー）

1997年
- グランストリーム伝紀（ディゴール）
- BSファイアーエムブレム アカネイア戦記編 第3話 正義の盗賊団（リカード〈盗賊〉）
- ドラゴンナイト4（パンドラ、ラビット）  - PS版

1998年
- サクラ大戦2 〜君、死にたもうことなかれ〜（レニ・ミルヒシュトラーセ）
- サクラ大戦 帝撃グラフ（レニ・ミルヒシュトラーセ）
- 新世代ロボット戦記ブレイブサーガ（天野ケンタ）
- 湾岸トライアルLOVE（星野未来）

1999年
- SDガンダム GGENERATION（1999年 - 2025年、モーラ・バシット、レズン・シュナイダー） - 13作品
- サルゲッチュ（ヒロキ）
- スーパーロボット大戦コンプリートボックス（レズン・シュナイダー）

2000年
- 大神一郎奮闘記 〜サクラ大戦歌謡ショウ「紅蜥蜴」より〜（レニ・ミルヒシュトラーセ）
- サクラ大戦 電幕倶楽部2（レニ・ミルヒシュトラーセ）※デスクトップアクセサリー集
- サクラ大戦 花組対戦コラムス2（レニ・ミルヒシュトラーセ）
- スーパーロボット大戦α（レズン・シュナイダー）
- Sorcerous Stabber ORPHEN 魔術士オーフェン（ボルカン）
- テイルズ オブ エターニア（シゼル）
- ぼくのなつやすみ（ファット）

2001年
- サクラ大戦3 〜巴里は燃えているか〜（レニ・ミルヒシュトラーセ）
- シェンムーII（通行人）
- スーパーロボット大戦α for Dreamcast（レズン・シュナイダー）
- 松本零士999 〜Story of Galaxy Express 999〜（リューズ）
- ミスタードリラーG（トビ・タイヨウ、ミキオ、トニー・カーク・ホルノスキー、シータ・モングレー）
- サクラ大戦オンライン（レニ・ミルヒシュトラーセ）

2002年
- サクラ大戦4 〜恋せよ乙女〜（レニ・ミルヒシュトラーセ）
- スーパーロボット大戦IMPACT（レズン・シュナイダー）

2003年
- SUNRISE WORLD WAR Fromサンライズ英雄譚（レズン、モーラ、ガラリア、ケンタ、虎王、いづみ）
- ドリームミックスTV ワールドファイターズ（戦国卍丸）

2004年
- DIGITAL DEVIL SAGA アバタール・チューナー（ジナーナ）

2005年
- DIGITAL DEVIL SAGA アバタール・チューナー2（ジナーナ）
- ぼくらのかぞく（ニヤ）

2006年
- 機動戦士ガンダム クライマックスU.C.（レズン・シュナイダー）
- キャプテン翼（来生哲兵）※PlayStation 2版
- クレヨンしんちゃん 最強家族カスカベキング うぃ〜（深爪竜子）
- クレヨンしんちゃん 伝説を呼ぶ オマケの都ショックガーン!

2007年
- クレヨンしんちゃんDS 嵐を呼ぶ ぬってクレヨ〜ン大作戦!
- シャイニング・フォース イクサ（ルルネーゼル）

2008年
- ガンダム無双2（レズン・シュナイダー）
- テイルズ オブ ヴェスペリア（哀しき闇の女王）
- ドラマチックダンジョン サクラ大戦 〜君あるがため〜（レニ・ミルヒシュトラーセ）
- なぞなぞ&クイズ一答入魂Qメイト!（海斗）

2010年
- クレヨンしんちゃん ショックガ〜ン!伝説を呼ぶオマケ大ケツ戦!!（りゅうこ）
- ONE PIECE ギガントバトル!（戦桃丸）
- ONE PIECE ワンピーベリーマッチW（戦桃丸）

2011年
- クレヨンしんちゃん 宇宙DEアチョー!? 友情のおバカラテ!!
- ONE PIECE ギガントバトル! 2 新世界（戦桃丸）

2012年
- ワンピース 海賊無双（2012年 - 2020年、戦桃丸） - 4作品

2014年
- クレヨンしんちゃん 嵐を呼ぶ カスカベ映画スターズ!（ふかづめ竜子）
- 第3次スーパーロボット大戦Z 時獄篇 / 天獄篇（2014年 - 2015年、レズン・シュナイダー） - 2作品
- ONE PIECE 超グランドバトル! X（戦桃丸）

2016年
- チェインクロニクル〜絆の新大陸〜（レニ・ミルヒシュトラーセ）

2017年
- キャプテン翼 〜たたかえドリームチーム〜（来生哲兵）

2018年
- スーパーロボット大戦X（虎王）

2019年
- テイルズ オブ ヴェスペリア REMASTER（「哀しき闇の女王」）
- スーパーロボット大戦T（レズン・シュナイダー）
- クロス×ロゴス（槇村香）
- テイルズ オブ ザ レイズ（シゼル）

2020年
- ペルソナ5 スクランブル ザ ファントム ストライカーズ（鏑木京）

2021年
- スーパーロボット大戦DD（レズン・シュナイダー）

2022年
- SDガンダム バトルアライアンス（レズン・シュナイダー）

2024年
- 機動戦士ガンダム アーセナルベース（レズン・シュナイダー）

### ドラマCD
- 銀河鉄道の夜（ザネリ）※1996年度版
- シティーハンターシリーズ（槇村香）
  - CITY HUNTER dramatic master II
  - シティーハンター 恐怖のエンジェルダスト
  - シティーハンター パートナーに口づけを…
  - シティーハンター 哀しい天使
  - City Hunter Sound Collection Z -Dramatic Album-
- 少女ファイト（鎌倉沙羅）※コミックス第5巻 特装版付属CD
- 太陽の勇者ファイバード ユリちゃんに愛の花束を…（天野ケンタ）
- 超幕末少年世紀タカマルシリーズ（希望タカマル）
  - 超幕末少年世紀タカマル ちゃんぽん王国国立ちゃんぽん学園大学芸会! 国をあげての大騒ぎ!でござる
  - 新・超幕末少年世紀タカマルCD劇場 〜女れいだぁすケイティ殿 ちゃんぽん王国で宝さがしでござるの巻〜
  - 新・超幕末少年世紀タカマルCD劇場 めもりあるボックス 〜我ら熱風少年〜
- ドラマCD テイルズ オブ エターニア LEVEL4・LEVEL5（シゼル）
- 天外魔境シリーズ（戦国卍丸）
  - CDドラマ 天外魔境(1) 風雲カブキ伝 アメリケン異聞 凱旋公開! カブキ伝顛末記
  - ドラマCD 天外飯店
- 吸血鬼ハンター D-妖殺行（カロリーヌ）
- 花のあすか組! 外伝（薔薇の宮）
- 姫ちゃんのリボン CDシネマ マジカル・リボン・ツアー
- GファンタジーコミックCDコレクション ファイアーエムブレム暗黒竜と光の剣（リカード、マルスの母）
- 魔神英雄伝ワタルシリーズ
  - 魔神英雄伝ワタル（虎王）※カセット
  - 魔神英雄伝ワタル2 虎王夢伝説（虎王）
  - 魔神英雄伝ワタル2 メモリアルCD「星界山ロケハン物語」（虎王）
  - 魔神英雄伝ワタル3 CDシネマ1、4 - 6（翔龍子 / 虎王）
  - 魔神英雄伝ワタル3 ぼくの虎王 全3巻（虎王 / 翔龍子）
  - 魔神英雄伝ワタル3 虎王物語 虎王伝説 CDシネマ 全4巻（翔龍子 / 虎王）
  - 魔神英雄伝ワタル3 虎王のクリスマス・プレゼント 〜センチメンタル・クリスマス〜（虎王）
  - 魔神英雄伝ワタル4 CDシネマ1、5（虎王 / 翔龍子）
  - 魔神英雄伝ワタル 外伝 ピュアピュアヒミコ第二巻 - 第四巻（虎王）
  - 超魔神英雄伝ワタル ドラマアルバム 全4巻（虎王、虎美、先生、龍神丸の妻・妻神丸）
  - 魔神英雄伝ワタル 七魂の龍神丸「あっと驚く、幻龍丸!」（虎王）
  - 魔神英雄伝ワタル 七魂の龍神丸 オーディオドラマ「咲き誇れ、奇跡の龍樹!」（虎王）
- サクラ大戦シリーズ（レニ・ミルヒシュトラーセ）
  - 第二期ドラマCDシリーズVol.1 「ラジヲドラマ・少年レッド」
  - 第二期ドラマCDシリーズVol.2 「喜劇・リア王」
  - 第二期ドラマCDシリーズVol.4 「青い鳥」 ※挿入歌「希望」のコーラス編曲も担当
  - 第三期ドラマCDシリーズVol.1 「怪盗・紅蜥蜴〜マスカレイド〜」
  - 第三期ドラマCDシリーズVol.3 「幸福の王子〜春風の恋歌〜」
  - 第三期ドラマCDシリーズVol.4 「花暦〜帝都の休日〜」
  - 第四期ドラマCDシリーズVol.2 「怪人ねずみ男爵」
  - 第四期ドラマCDシリーズVol.4 「すみれラプソディ〜神崎すみれ引退公演〜」
  - 第五期ドラマCDシリーズVol.3 - Vol.4 「あぁ、無情。〜レ・ミゼラブル〜」 [前編/後編]
  - 第六期ドラマCDシリーズVol.2 「帝都編 花と嵐と帝都の浪漫！」

### 吹き替え

#### 映画
- A.I. ※TBS版
- 永遠のこどもたち（ラウラ）
- 王様と私（王子〈パトリック・アディーアート〉）※テレビ東京版
- カントリーベアーズ（トリキシー）
- キット・キトリッジ アメリカン・ガール・ミステリー（ルシンダ・ボンド〈ジョーン・キューザック〉）
- キャノンボール3 新しき挑戦者たち（マーガレット〈シャーリー・ベラフォンテ〉）※VHS版
- キラーフィッシュ ※フジテレビ版
- 恋のゆくえ/ファビュラス・ベイカー・ボーイズ ※テレビ東京版
- サンタクロース ※テレビ朝日版
- シックス・センス（ダレン）※日本テレビ版
- シティーハンター THE MOVIE 史上最香のミッション（スキッピーの妻[85]）
- ジム・ヘンソンのウィッチズ/大魔女をやっつけろ!（エリカの母〈メレテ・アルマンド〉）
- 人生はノー・リターン 〜僕とオカン、涙の3000マイル〜（エイミー）
- センター・オブ・ジ・アース（エリザベス）※テレビ版
- ダイ・ハード（ジニー）※テレビ朝日版
- ダイ・ハード3（レイモンド〈オルディス・ホッジ〉）※フジテレビ版
- 007 オクトパシー（ビアンカ）※TBS版
- 007 消されたライセンス（ルペ・ラモーラ〈タリサ・ソト〉）※ビデオ版
- 追想（マージョリー・メイヒュー〈アンヌ＝マリー・ダフ〉[86]）
- バッド・ママのクリスマス（ルース〈クリスティーン・バランスキー〉）
- ハリーとヘンダスン一家（アーニー・ヘンダスン〈ジョシュア・ルドイ〉）※TBS版
- ハロウィン4 ブギーマン復活（ケリー・ミーカー〈キャスリーン・キンモント〉）※ビデオ版
- ハンボーン（空港アナウンス）※フジテレビ版
- ピーウィーの大冒険（ドティー）
- ファンハウス/惨劇の館（ジョーイ）
- フォレスト・ガンプ/一期一会（ルイーズ〈マーゴ・ムーラー〉）※フジテレビ版
- プリティ・リーグ（ベティ・ホーン）※DVD・ビデオ版
- ブルー きみは大丈夫（ジャネット〈ライザ・コロン＝ザヤス〉[87]）
- プロブレム・チャイルド/うわさの問題児（ジュニア・ヒーリー〈マイケル・オリヴァー〉）
- プロブレム・チャイルド2（ジュニア・ヒーリー〈マイケル・オリヴァー〉）
- ベスト・フレンズ・ウェディング（アマンダ・ニューハウス）※テレビ版
- 星の王子 ニューヨークへ行く ※ソフト版
- ホーム・アローン（ジェフ・マカリスター（マイケル・C・マロンナ）、ローズ）※フジテレビ版（日本語吹替完全版Blu-rayBOX収録）
- ホーリー・ウェディング（ジーク〈ジョセフ・ゴードン＝レヴィット〉）
- ポリスアカデミー3 全員再訓練!（ファックラー夫人〈デブラリー・スコット〉）※TBS版（BD&DVD収録）
- 密殺集団（ルイーズ〈マーギー・インパート〉）※テレビ版（DVD収録）
- 未来世紀ブラジル（バトルの息子）※テレビ版（ソフト収録）
- もう子守歌はいらない（ドナ）
- ルーニー・テューンズ:バック・イン・アクション（ダスティー・トレイル〈ヘザー・ロックリア〉）
- 幽幻道士2（デッパ）
- レッドブル ※テレビ朝日版
- ロードハウス/孤独の街 ※ソフト版
- ワーキング・ガール ※テレビ朝日版
- ワイルド・スタリオン（シャーロット〈ラダ・ミッチェル〉）
- ワイルド・リベンジ 復讐の絆（ムーン）
- 私は世界一幸運よ（ロロ〈ジェニファー・ビールス〉）

#### ドラマ
- ALERT 失踪者緊急警報 シーズン1 #8
- ER緊急救命室シリーズ
  - シーズン4 #6（クリスティン〈ジョシー・ディヴィンセンゾ〉）
  - シーズン5 #6（エンロー〈ロンダ・スタビンス・ホワイト〉）
  - シーズン15 #21（ローガン〈ノア・ブライアント・マンク〉）
- NCIS 〜ネイビー犯罪捜査班シーズン2（アンナ・エリオット）※Dlife版
- F/X ザ・シリーズ（アンジー・ラミレス）
- L.A.ロー 七人の弁護士（グレース・ヴァン・オーエン）
- エルズベス（エルズベス・タシオニ〈キャリー・プレストン〉）
- 恐竜家族
- グッド・ワイフ（エルズベス・タシオニ〈キャリー・プレストン〉）
- グッド・ファイト（エルズベス・タシオニ〈キャリー・プレストン〉）
  - シーズン1 #5、6、7
  - シーズン2 #4
  - シーズン6 #5
- 刑事ヴァランダー3 白夜の戦慄
- GRIMM/グリム（ケリー・ブルクハルト〈メアリー・エリザベス・マストラントニオ〉）
- このエリアのクレイジーX
- ザ・ソプラノズ 哀愁のマフィア（ジャニス・ソプラノ）
- スーパーナチュラル シーズン13
- 太陽に向かって（ユ・ボナ）
- ドレイク&ジョシュ（オードリー・パーカー）
- フルハウス（デレク）
- 世にも不思議なアメージング・ストーリー（ヴィクトリア・キャトリン）
- ラチェッド（ベッツィ・バケット〈ジュディ・デイヴィス〉）
- レッド・バイオリン（シャン・ペイ〈シルビア・チャン〉）
- ワン・ミシシッピ 〜ママの生きた道、ワタシの生きる道〜（デゼリ）

#### アニメ
- ガーフィールド・ザ・ヒーロー（ベトピクス）
- クリフォード（クリオ）
- サンダーバード ARE GO シーズン3
- スマーフ（クラムジー）
- セントラルパークの妖精 スタンリーのゆかいな冒険
- チャウダー（トリュフ）
- 天国から来たわんちゃん
- パパはグーフィー
- ピーナッツ各作品
  - 劇場版 スヌーピーとチャーリー・ブラウン がんばれ!スヌーピー（ペパーミントパティ）
  - 劇場版 スヌーピーとチャーリー・ブラウン ヨーロッパの旅（ペパーミントパティ）
  - スヌーピー&チャーリー・ブラウン（ライナス・ヴァン・ペルト）
- 101匹わんちゃんII パッチのはじめての冒険（パティーダ）
- ヘンリー・ハグルモンスター（ジェニー）
- 星つなぎのエリオ（博物館展示ナレーター[88]）
- ミラキュラス レディバグ&シャノワール（ジーナ / ベファーナ）
- リブート（ゲームコンピューターの声）

### 特撮
1981年
- 太陽戦隊サンバルカン（人形劇団員）※女優として出演

1986年
- 勝手に!カミタマン（おひな様の声）

1989年
- 仮面ライダーBLACK RX
- 機動刑事ジバン（ボーイの声）
- ゴジラvsビオランテ（空港アナウンス）

1992年
- 恐竜戦隊ジュウレンジャー（モンスター・ゴダの声）

1997年
- ウルトラマンティガ（パラサイト宇宙人イルドの声、避難アナウンスの声、海外の子供の声）

1999年
- 燃えろ!!ロボコン（ロボコンの声、団子町の人々）
- 燃えろ!!ロボコンVSがんばれ!!ロボコン（ロボコンの声）

2001年
- 仮面ライダーアギト 3大ライダー超決戦（バトル）ビデオ アギトvsG3-Xvsギルス いま選ばれる最強ライダー（てれっピの声）

### 音楽CD
- 笑って!（ソロアルバム）※伊倉一寿名義
- 手塚治虫の世界（写楽クン音頭）
- 天外魔境シリーズ
  - 天外魔境 自来也おぼろ変 映像的電子蓄音盤（挿入歌）※神代知衣、坂本千夏とのユニット「GALLOP」として
  - 天外魔境ヒストリー・パーフェクト・グラフィティー（OVA挿入歌）※「GALLOP」として
- 真冬の流れ星 ※WITH YOUとして
- 魔神英雄伝ワタルシリーズ
  - 魔神英雄伝ワタル2 卒業記念ベスト・アルバム ヴォーカル・コレクション
  - 魔神英雄伝ワタル3 ヴォーカル・コレクション I
  - 魔神英雄伝ワタル3 ヴォーカル・コレクション II
  - 超魔神英雄伝ワタル RAINBOW 5
  - 超魔神英雄伝ワタル RAINBOW 7
- サクラ大戦シリーズ
  - サクラ大戦2 歌謡全集
  - サクラ大戦 轟華絢爛「古いピアノ/輝き」 ※「輝き」のコーラス編曲も担当
  - サクラ大戦3 巴里歌謡全集
  - サクラ大戦4 〜恋せよ乙女〜 歌謡全集
  - サクラ大戦 新・歌謡全集
  - サクラ大戦 新・歌謡全集II
  - サクラ大戦 新・歌謡全集III
  - サクラ大戦 活動写真「奇跡の鐘/すべては海へ」
  - サクラ大戦 スーパー歌謡全集 新編・八犬伝
  - サクラ大戦 スーパー歌謡全集II 新宝島
  - サクラ大戦 スーパー歌謡全集III 新西遊記
  - サクラ大戦 スーパー歌謡全集IV 新・青い鳥
  - 檄!帝国華撃団全集
  - サクラ大戦 〜君あるがため〜 エンディングテーマ「笑って、笑って」
  - 愛が香るころに
  - サクラ大戦 Revue in Little Lip Theater IV
- City Hunter Sound Collection Y -Insertion Tracks-
- 万能文化猫娘SONGS2 夏目ファミリー&ミシマインダストリィ編

### 配信曲
- 黄金世代の鼓動（『CRキャプテン翼 黄金世代の鼓動』挿入歌 坂本千夏、神代知衣とのユニット「GALLOP」名義）
- 試合への道（『CRキャプテン翼 黄金世代の鼓動』挿入歌 坂本千夏、神代知衣とのユニット「GALLOP」名義）

### ラジオ
- 田中真弓・伊倉一寿のふけてコンバンニャ!（文化放送）
- 田中真弓・伊倉一寿のAnimatic600秒＆アニメどっかん!（文化放送・サスケの夜はこんびんば!内）
- プラチナ・ストーリーズ（FM長野） - ナビゲーション
- ラジメーション・魔神英雄伝ワタル（文化放送）
  - 魔神英雄伝ワタル3
  - 魔神英雄伝ワタル3 虎王物語
  - 魔神英雄伝ワタル4
  - 魔神英雄伝ワタル 外伝 ピュアピュアヒミコ

### テレビ番組ナレーション
- 嗚呼!バラ色の珍生（日本テレビ）
- あけすけ（日本テレビ）
- あんたにグラッツェ!（中京テレビ）
- あんグラ☆NOW!（中京テレビ）
- 1億人の大質問!?笑ってコラえて!（日本テレビ）
- 伊東家の食卓（日本テレビ）
- うわっ!ダマされた大賞2010（日本テレビ、2010年7月2日）
- UNタウン（TBS）
- ウンナンさん（TBS）
- オフレコ!（TBS）
- ジンガイ記者くらぶ（フジテレビ）[90]
- 世界の果てまでイッテQ!（日本テレビ、2007年9月30日のスペシャルのみ）
- しらばかプラス（フジテレビ）
- 能力探検クイズ!ホムクル（TBS）
- 特ダネ!投稿DO画（NHK） - DO画くんの声
- どちら様も!!笑ってヨロシク（日本テレビ）[90]
- トナリの悩みの解決人（日本テレビ）
- 西原理恵子の毎日かあさん（フジテレビ）
- ふしぎコロンブス（NHK教育）
- もう時効だよ!花の芸能界オフレコトークバトルSP（TBS）
- 雷波少年・雷波少年系熱狂的巨人ファンシリーズ（日本テレビ）
- 吉本ばかな（日本テレビ）
- レッツ!（日本テレビ）
- 世界が愛した絵本（テレビ朝日）
- THE 料理王（日本テレビ）
- 爆笑そっくりものまね紅白歌合戦スペシャル（フジテレビ、2011年12月31日） - 白組の応援団として出演したONE PIECEチーム（戦桃丸）の声
- ニノさん（日本テレビ）
- フルタ家の不思議なテレビ（NHK総合テレビ）
- お坊さんバラエティ ぶっちゃけ寺3時間スペシャル（テレビ朝日、2016年3月28日）
  - ぶっちゃけ寺&Qさま!!合体3時間スペシャル（テレビ朝日、2016年3月7日・9月5日）
- 外国人100人が本当に驚いた!世界中から発掘!世界衝撃映像選手権（NHK総合テレビ）
- 中居正広の金曜日のスマイルたちへ（TBS）
- 日曜ビッグバラエティ（テレビ東京）
  - 「巨大コンテナ船に乗せてもらいました」（テレビ東京、2018年10月7日）
  - 「巨大自動車船に乗せてもらいました」（テレビ東京、2019年6月9日）
  - 「英国⇒日本25000km！超巨大コンテナ船に乗せてもらいました！世界大航海SP」（テレビ東京、2020年6月21日）
- 演歌男子。神のお告げを聞け!（CS歌謡ポップスチャンネル、2019年4月11日 - 9月26日）
- 知るしん 信州を知るテレビ（NHK長野放送局、2019年8月2日）
- ハートネットTV（NHK Eテレ、2022年1月10日 - ） - フクチッチの語り

### テレビドラマ
※ 特撮関係は顔出し出演したものも含めて上記『特撮の項目』に記載
- 新五捕物帳 第146話「裏長屋の女」（日本テレビ）
- 帝銀事件 大量殺人・獄中32年の死刑囚（1980年、テレビ朝日）
- 太陽にほえろ!（NTV）
  - 第421話「ドックとスニーカー」（1980年）
  - 第465話「裏の裏」（1981年）
- 私鉄沿線97分署 第24話「オレの出番だ! ロマンスだ!!」（テレビ朝日）
- どうぶつ通り夢ランド 第2話（テレビ朝日）

### テレビ番組
- クローズアップ現代（NHK）
- 読響Symphonic Live〜深夜の音楽会 #024（BS日テレ、2010年9月8日） - 「ピーターと狼」の語り手として顔出し出演
- バゲット（日本テレビ、2022年9月1日・15日） - 声優演技指導で顔出し出演
- 夜バゲット（日本テレビ、2023年9月16日） - インタビューVTR出演

### パチンコ・パチスロ
- パチンコ CR天外魔境卍MARU（戦国卍丸）
- パチスロ 天外魔境卍MARU（戦国卍丸）
- パチンコ CRシティーハンター（槇村香）
- パチンコ CRAシティーハンター（槇村香）
- ぱちんこCRサクラ大戦2（レニ・ミルヒシュトラーセ）
- パチンコ CR魔神英雄伝ワタル（虎王 / 翔龍子）

### 人形劇
- こどもにんぎょう劇場
  - 「さるとかに」（蜂）
  - 「すてられたせんたくばさみ」

### 舞台・イベント

#### 舞台
- 劇団「-劇舎(SHIBAIYA)-燐」公演（1980年 - ）
- アトリエいっぽんの木 第1回公演「サイタ サイタ サクラ ガ サイタ」（1993年3月24日 - 29日） - 主宰
- アトリエいっぽんの木 第2回公演「ハートのエースが出てこなぁい！」（1994年3月21日 - 27日） - 主宰
- 遊々団ブランシャ★ヴェール「ピーチくりんだパプー」（2008年8月8日 - 12日）
- おっ、ぺれった「21世紀中年」〜最終章 我が師の恩？〜（2009年12月11日 - 13日）
- 劇団アルターエゴ 第43回公演「三人の魔女」〜シェイクスピア「マクベス」より〜（2010年10月27日 - 31日）
- コーネンキーズ 第1回公演 巣鴨地蔵通り商店街 喫茶「若草」物語（2012年4月25日 - 30日）
- 第1回青二プロダクション小林孝作プロデュース「あの時君は若かった」（2012年11月15日 - 18日）
- 伊藤えん魔プロデュース「コロニー」東京公演（2014年7月19日 - 20日）
- 劇団一の会「白梅学徒看護隊の青春」（2015年4月29日 - 5月3日）
- コーネンキーズ 第2回公演「都電荒川線三ノ輪橋商店街 壱倫荘の女たち」（2020年2月19日 - 24日）

#### シティーハンター関連
- アニメフィルムフェスティバル東京2018「シティーハンター」（2018年10月13日、新宿バルト9） - トークショー登壇
- 刈谷アニメcollection「劇場版シティーハンター公開決定記念トークステージ」（2018年10月27日） - トークショー登壇
- 劇場版シティーハンター 〈新宿プライベート・アイズ〉完成披露試写会（2019年1月29日、TOHOシネマズ新宿） - 舞台挨拶登壇
- 劇場版シティーハンター 〈新宿プライベート・アイズ〉公開記念舞台挨拶（2019年2月9、10、16日） - 舞台挨拶登壇
- 劇場版シティーハンター 〈新宿プライベート・アイズ〉獠ちゃんお誕生日記念 舞台挨拶付き“もっこり”応援上映会（2019年3月26日） - 舞台挨拶登壇
- TOYAKOマンガ・アニメフェスタ「シティーハンター洞爺湖PRIVATE EYESプライベートアイズ」（2019年6月22日） - トークショー登壇
- 劇場版シティーハンター 天使の涙(エンジェルダスト) プレミア舞台挨拶付き試写会（2023年8月8日） - 舞台挨拶登壇
- 劇場版シティーハンター 天使の涙(エンジェルダスト) 聖地新宿舞台挨拶（2023年9月9日） - 舞台挨拶登壇
- TOYAKOマンガ・アニメフェスタ「劇場版シティーハンター 天使の涙(エンジェルダスト) 凱旋トークショー」（2024年6月22日） - トークショー登壇

#### 魔神英雄伝ワタル関連
- 魔神英雄伝ワタル2 クリスマスパーティー（1990年12月24日、ビクター青山スタジオ）
- 魔神英雄伝ワタル2 卒業式（1991年3月30日、九段会館）
- 魔神英雄伝ワタル2 夏祭り（1991年8月30日、目黒公会堂）
- 魔神英雄伝ワタル2 クリスマスパーティー（1991年12月21日、日本都市センターホール）
- 魔神英雄伝ワタル2&3 メモリアル・ライブ See You Again（1992年3月28日、日比谷公会堂）
- 魔神英雄伝ワタル3 秋祭り（1992年9月19日、ゆうぽーと簡易保険ホール）
- 魔神英雄伝ワタル3 Xマス・パーティ（1992年12月19日、ニューピアホール）
- 魔神英雄伝ワタル3 虎王物語完結記念集会（1993年4月11日、杉並公会堂）
- 魔神英雄伝ワタル W復活祭 60分間世界一周!!（1993年8月29日、新宿文化センター大ホール） - 翔龍子（虎王）役で出演
- 魔神英雄伝ワタル4 ビュッフェパーティー（1993年12月5日、ブルームホール）
- 魔神英雄伝ワタル 25周年 TVスペシャルセレクション（2013年8月25日、舞浜アンフィシアター）
- 魔神英雄伝ワタル2 BD-BOX発売記念！ ワタル同窓会（2014年6月7日、TOHOシネマズ日本橋）
- 魔神英雄伝ワタル 秋祭り2017（2017年9月2日、TOHOシネマズ新宿）
- 魔神英雄伝ワタル 超同窓会☆（2018年9月1日、TOHOシネマズ新宿）
- TAMASHII Cyber Fes 2020 魔神英雄伝ワタル 七魂の龍神丸（2020年2月23日） - YouTube配信
- 魔神英雄伝ワタル 七魂の龍神丸 -再会-（2022年1月16日、新宿ピカデリー） - 舞台挨拶登壇
- 魔神英雄伝ワタル 35周年感謝祭（2024年1月13日、調布市グリーンホール）

#### サクラ大戦関連
一部を除きレニ・ミルヒシュトラーセ役で出演
- サクラ大戦 歌謡ショウシリーズ - 第2回花組特別公演「つばさ」からファイナル公演「新・愛ゆえに」まで全ての演目・公演出演
- サクラ大戦 新春歌謡ショウシリーズ - 2001年から2006年まで全ての公演に出演
- サクラ大戦 花組クリスマス 〜奇跡の鐘〜（1998年12月23日） - ゲスト出演
- サクラ大戦 帝国歌劇団スーパーライブ（2000年8月31日）
- 田中公平 作家生活20周年記念 炎のオーケストラコンサート（2000年11月1日）
- サクラ大戦 帝国歌劇団・新世紀カウントダウン花組ライブ（2000年12月31日 - 2001年1月1日）
- Sakura Cafe ミニミニライブショウ8 〜伊倉一恵 「レニ」を歌う〜（2004年9月18日）
- サクラ大戦 武道館ライブ 〜帝都・巴里・紐育〜（2007年5月13日）
- 田中公平 作家生活30周年記念コンサート 〜今度は、歌だ〜（2009年11月1日）
- サクラ大戦 帝都花組ライブ2010（2010年3月6日）
- サクラ大戦 紐育星組ライブ2011 〜星を継ぐもの〜（2011年7月29日 - 31日） - ゲスト出演
- サクラ大戦 武道館ライブ2 〜帝都・巴里・紐育〜（2011年10月7日）
- サクラ大戦 紐育星組ショウ2014 〜お楽しみはこれからだ〜（2014年8月29日 - 31日） - ゲスト出演
- 横山智佐のサクラ大戦 20歳の誕生日会（2016年9月23日 - 25日） - ゲスト出演
- サクラ大戦 キャスト・トークショウ 巴里の楽屋8（2018年5月27日） - ゲスト出演
- サクラ大戦アコースティック音楽会 桜の夕べ（2020年9月25日・10月2日） - ゲスト出演
- サクラ大戦アコースティック音楽会 25周年の集い（2021年9月11日・12日） - ゲスト出演
- サクラ大戦アコースティック音楽会 クリスマス会（2022年12月3日・4日） - ゲスト出演
- サクラ大戦アコースティック音楽会 春うらら（2024年3月30日・31日） - ゲスト出演

#### その他イベント
- 「みて、きいて、知る 70年前のこと」平和祈念展示資料館（2015年8月30日） - 絵本の読み語り出演
- ひだまりの樹 第17回朗読会（2016年9月17日） - ゲスト出演
- 劇団扉座 第62回公演「リボンの騎士 -県立鷲尾高校演劇部奮闘記2018-」（2018年6月26日） - アフタートークゲスト出演
- 「コスプレde海ごみゼロ大作戦！」in東京タワー（2019年6月8日） - WADAX Radio出張版ゲスト出演

#### ライブ・コンサート
- 根岸弥生ピアノコンサート「ベートーヴェン、三つの愛。」（2007年4月6日・7日、2008年1月19日・20日） - プロデュース・語り手として出演
- 読売日本交響楽団 第503回名曲シリーズ（2008年6月9日） - 「ピーターと狼」の語り手として顔出し出演
- 読売日本交響楽団 第151回芸劇名曲シリーズ（2008年6月10日） - 「ピーターと狼」の語り手として顔出し出演
- まるたまりプレゼンツ「赤坂花咲かLive」（2009年4月24日）
- まるたまりプレゼンツ・声優だけのジャズパーティー「ハーベスト〜五穀豊穣ライヴ〜」（2010年11月28日）
- GALLOP 20年ぶりの復活LIVE 女のためいきまつり（2011年4月24日）※GALLOPは坂本千夏、神代知衣とのユニット
- GALLOP LIVE 春はやっぱり、見せパンまつり「いいってことよぉ〜」（2013年4月6日 - 7日）
- GALLOP LIVE 鼻血が出るまでピーナッツ特集（2015年6月6日 - 7日）
- Jill英里生誕祭〜かに座の女の子はどこか少し大胆（2016年6月25日） - ゲスト出演
- GALLOP LIVE 鼻血が出たときゃあピーナッツ！（2017年4月22日 - 23日）
- 声優紅白サンライズ ONLINE LIVE（2021年2月21日）

### CM
- エクソンモービル「バナナで釘が…編」（1981年、夢のF-1宝くじナレーション担当）
- ミスタードーナツ 「おでかけグッズ/踏みつけ篇」（1998年、ナレーション担当）[91]
- バンドエイド® キズパワーパッド™ 「あかぎれはキズ」（2020年、ナレーション担当）[92]
- バンドエイド® キズパワーパッド™ 「靴ずれはキズ」（2021年、ナレーション担当）[93]
- SK-II STUDIO：石川佳純「VS プレッシャー」（2021年）

### その他コンテンツ
- グーフィーのクールパニック（トゥーンタウンニュースのキャスター）
- 金曜ロードSHOW!「透明人間」（2019年8月16日、副音声による解説放送）
- オーディオブック「ライオンのおやつ」（マドンナ）（2021年）
- 燈の守り人〜幻想夜話〜（能生港灯台[94][95]）（2021年）
- 燈の守り人 灯台音声ガイド 新潟県糸魚川市 能生港灯台（2021年）[94]